# 1945

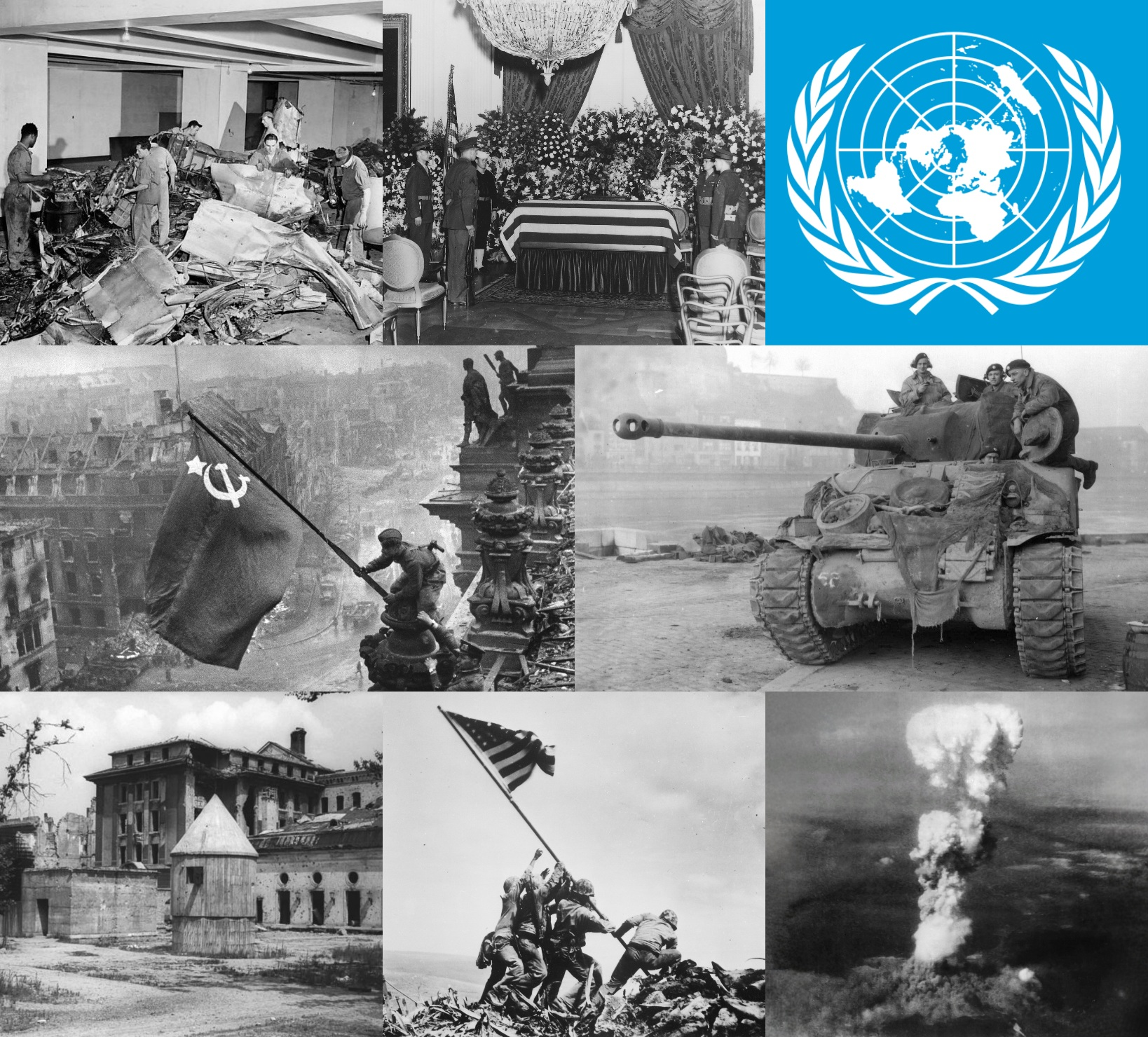

1945 (MCMXLV) là một năm thường bắt đầu vào Thứ hai của lịch Gregory, năm thứ 1945 của Công nguyên hay của Anno Domini, the năm thứ 945  của thiên niên kỷ 2, năm thứ 45  của thế kỷ 20, và năm thứ  6   của thập niên 1940. 

## Sự kiện

### Tháng 1

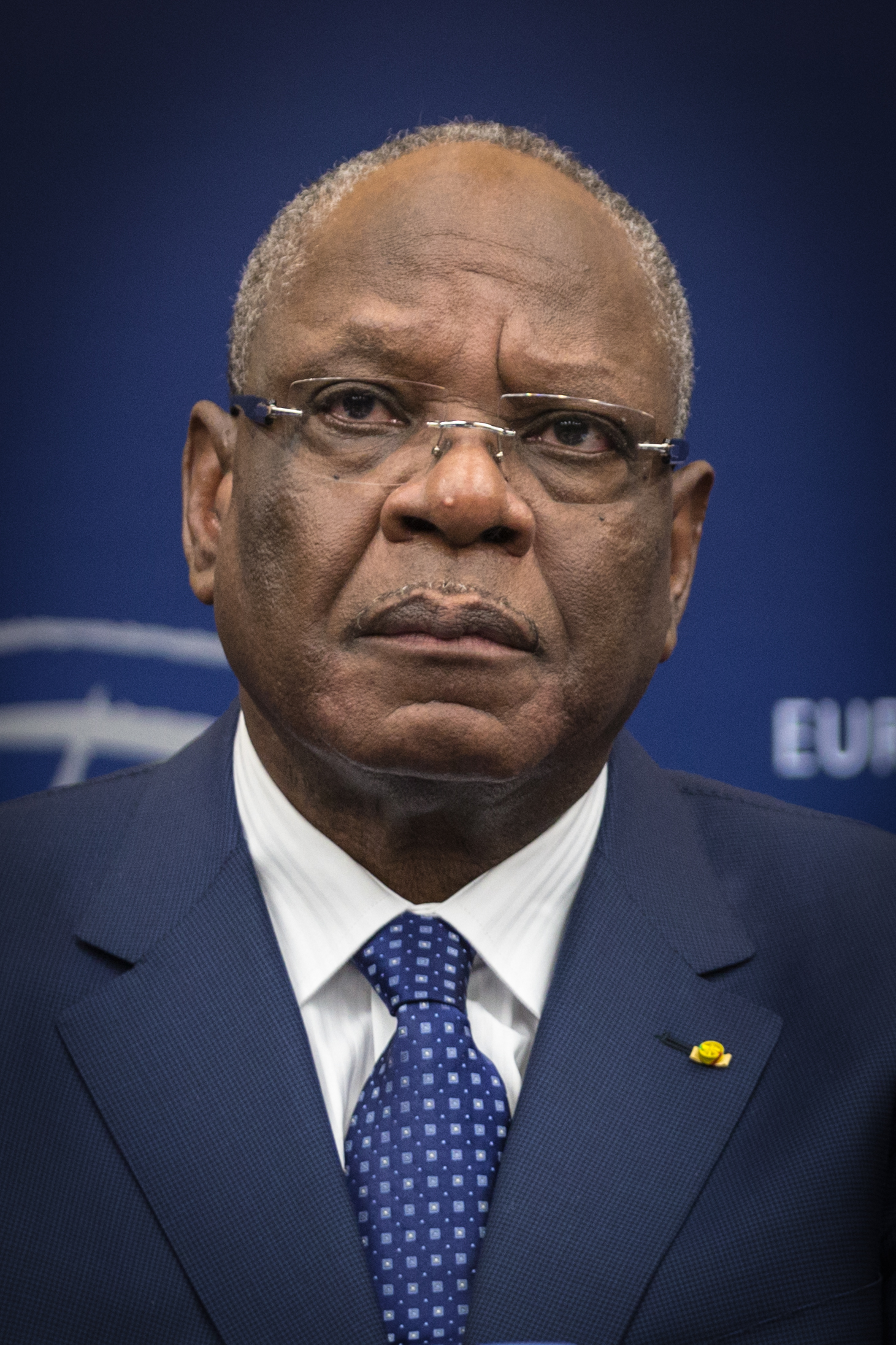
Ibrahim Boubacar Keïta

- 5 tháng 1 – Liên Xô công nhận chính quyền thân Liên Xô mới của Ba Lan.
- 7 tháng 1 – Tướng Bernard Montgomery (của Anh) tổ chức một buổi họp báo tại Zonhoven trình bày đóng góp của mình trong trận tổng tấn công Ardennes.
- 12 tháng 1 – Chiến tranh thế giới thứ hai: Hồng quân Liên Xô bắt đầu tổng tấn công quân Đức quốc xã ở chiến trường Đông Âu.
- 13 tháng 1 – Đội tuần tra Liên Xô bắt Raoul Wallenberg ở Hungary.
- 16 tháng 1 – Adolf Hitler chuyển xuống hầm ngầm (còn được biết đến với tên Führerbunker)
- 17 tháng 1 – Chiến tranh thế giới thứ hai: Liên Xô chiếm Warszawa.
- 17 tháng 1 – Holocaust: Lính Đức quốc xã bắt đầu rút khỏi trại tập trung Auschwitz.
- 20 tháng 1 – Franklin D. Roosevelt được bổ nhiệm vào nhiệm kỳ Tổng thống lần thứ 4, một điều chưa từng xảy ra trong lịch sử nước Mỹ.
- 20 tháng 1 – Hungary rút quân khỏi Chiến tranh thế giới thứ hai, đồng ý một thỏa thuận ngừng bắn với các nước Đồng Minh.
- 24 tháng 1 – Phóng thành công tên lửa A4b của Đức.
- 27 tháng 1 – Hồng quân Liên Xô đến Auschwitz và Birkenau ở Ba Lan và tìm thấy trại tập trung của Đức quốc xã, nơi có khoảng 1,1–1,5 triệu người đã bị giết.
- 28 tháng 1 – Chiến tranh thế giới thứ hai: Các nguồn tiếp tế bắt đầu đến Trung Quốc qua con đường Miến Điện mới mở.
- 30 tháng 1 – Wilhelm Gustloff cùng khoảng 10.000 lính Đức quốc xã và những người tị nạn từ Gotenhafen trong Vịnh Gdansk đã bị đánh chìm bởi 3 quả ngư lôi từ tàu ngầm S-13 của Liên Xô.9.400 người bị chết đuối tại Biển Baltic.
- 31 tháng 1 – Eddie Slovik bị tử hình, lính Mỹ đầu tiên bị tử hình vì đào ngũ kể từ cuộc Nội chiến Mỹ.

### Tháng 2

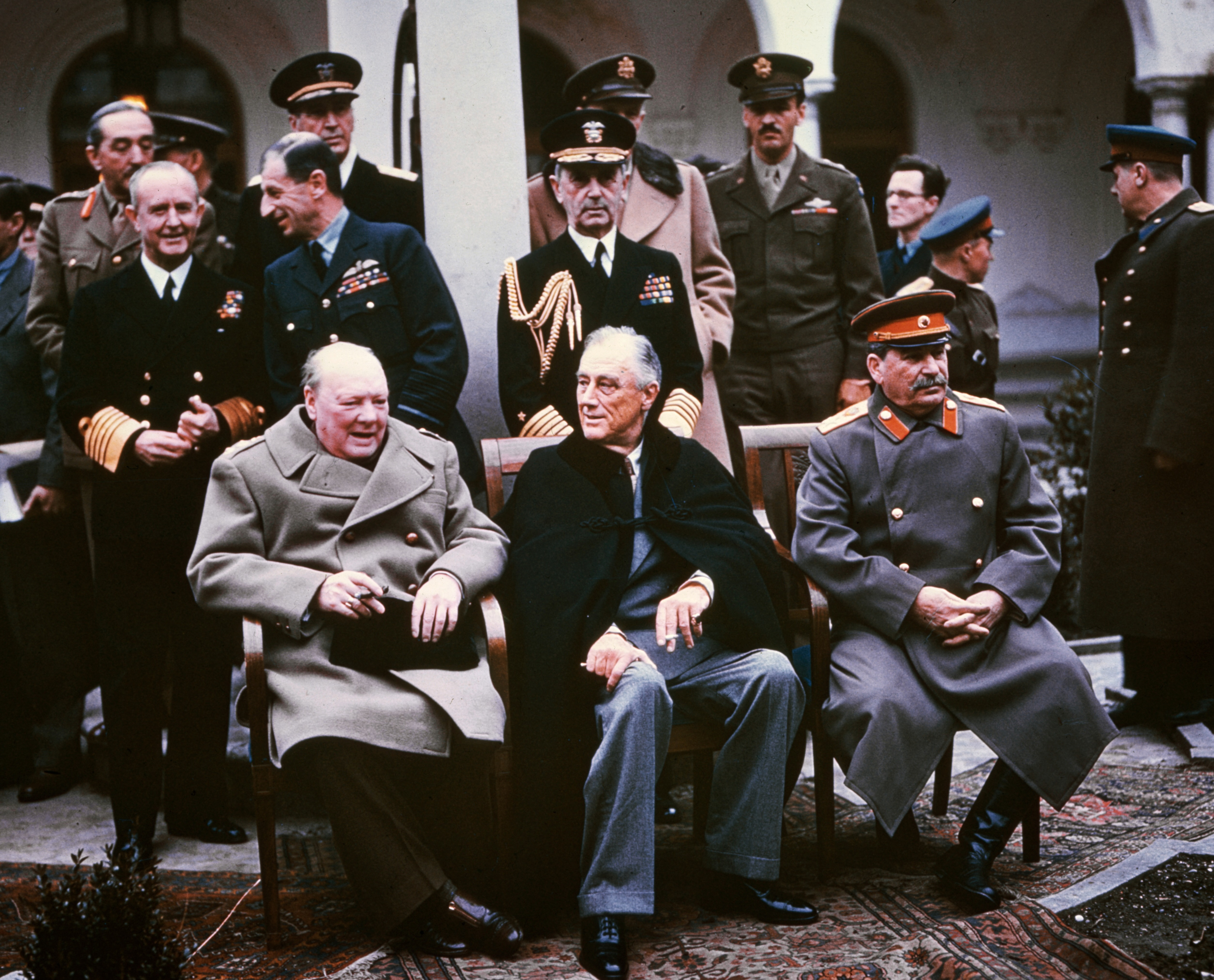
"Bộ ba" Churchill, Roosevelt và Stalin tại Hội nghị Yalta

- 3 tháng 2 – Chiến tranh thế giới thứ hai: Nga đồng ý tham gia cuộc bạo động mang tên Chiến trường Thái Bình Dương chống lại Nhật Bản.
- 4 tháng 2 – Chiến tranh thế giới thứ hai: Tổng thống Hoa Kỳ Franklin D. Roosevelt, Thủ tướng Anh Winston Churchill và nhà lãnh đạo Xô Viết Iosif Vissarionovich Stalin khai mạc Hội nghị Yalta (kết thúc vào ngày 11 tháng 2)
- 6 tháng 2 – Nhà văn Pháp Robert Brasillach bị tử hình vì hợp tác với Đức
- 7 tháng 2 – Chiến tranh thế giới thứ hai: Đại tướng Douglas MacArthur trở lại Manila
- 9 tháng 2 – Walter Ulbricht trở thành lãnh đạo của Đảng Cộng sản Đức ở Moskva
- 10 tháng 2 – Chiến tranh thế giới thứ hai: Tàu Tướng von Steuben bị đánh chìm bởi Tàu ngầm Xô viết S-13.
- 13 tháng 2 – Chiến tranh thế giới thứ hai: Quân đội Liên Xô chiếm giữ Budapest (Hungary) từ tay Đức quốc xã.
- 13 tháng 2 – Chiến tranh thế giới thứ hai: Không quân Hoàng gia Anh ném bom Dresden, Đức.
- 14 tháng 2 – Chile, Ecuador, Paraguay và Peru gia nhập Liên Hợp Quốc.
- 16 tháng 2 – Chiến tranh thế giới thứ hai: Quân đội Mỹ đổ bộ lên đảo Corregidor của Philippines.
- 16 tháng 2 – Quân đội Mỹ chiếm lại bán đảo Bataan
- 19 tháng 2 – Chiến tranh thế giới thứ hai: Trận chiến Iwo Jima - khoảng 30.000 lính Hải quân Mỹ đổ bộ lên đảo Iwo Jima bắt đầu trận chiến.
- 21 tháng 2 – Phóng tên lửa A4 cuối cùng tại Peenemünde.
- 23 tháng 2 – Chiến tranh thế giới thứ hai: Trong Trận Iwo Jima, một nhóm lính Hải quân Mỹ leo lên đỉnh núi Surabachi, đảo Iwo Jima để cấm cờ quốc kỳ Mỹ, khoảnh khắc này được chụp hình lại. Bức ảnh sau đó đã được trao giải Pulitzer.
- 23 tháng 2 – Chiến tranh thế giới thứ hai: Thủ đô Manila của Philippines, được giải phóng bởi quân đội Mỹ.
- 23 tháng 2 – Chiến tranh thế giới thứ hai: Binh lính Mỹ đầu hàng tại Poznań, một thành phố đã được quân đội Hồng quân Liên Xô và Ba Lan giải phóng.
- 24 tháng 2 – Thủ tướng Ai Cập Ahmed Maher Pasha bị ám sát ngay tại Quốc hội sau khi đọc xong một bản nghị định.

### Tháng 3
- 1 tháng 3 – Jesse Holman Jones bắt đầu nhiệm kỳ Bộ trưởng Bộ Thương mại Hoa Kỳ, dưới thời Tổng thống Franklin D. Roosevelt
- 2 tháng 3 – Phóng tên lửa Natter từ Stetten am kalten Markt. Natter là tên lửa đầu tiên mang người lái và được phát triển như một vũ khí chống máy bay. Vụ phóng thất bại và viên phi công tử nạn.
- 3 tháng 3 – Chiến tranh thế giới thứ hai: Nước Phần Lan trung lập trước đây giờ cũng tuyên chiến với phe Trục.
- 3 tháng 3 – Một cuộc thử nghiệm nguyên tử có thể đã xảy ra tại căn cứ quân sự Ohrdruf của Đức quốc xã .
- 6 tháng 3 – Chính phủ cộng sản được thành lập ở România
- 7 tháng 3 – Chiến tranh thế giới thứ hai: Quân Mỹ chiếm được cây cầu qua sông Rein tại Remagen, Đức và bắt đầu vượt sông
- 8 tháng 3 – Josip Broz Tito thiết lập chính phủ ở Nam Tư
- 9 tháng 3 – 10 tháng 3 – Chiến tranh thế giới thứ hai: Máy bay ném bom B-29 của Mỹ tấn công Nhật Bản bằng bom lửa. Tokyo bị bom khiến 100.000 người chết.
- 9 tháng 3 – Tại Đông Dương, Nhật đảo chính Pháp.
- 16 tháng 3 – Chiến tranh thế giới thứ hai: Trận chiến Iwo Jima kết thúc nhưng còn những nhóm biệt lập nhỏ của Nhật vẫn tồn tại.
- 17 tháng 3 – Chiến tranh thế giới thứ hai: Thành phố Kobe của Nhật bị đánh bom lửa bởi 331 máy bay ném bom B-29, giết chết hơn 8.000 người.
- 18 tháng 3 – Chiến tranh thế giới thứ hai: 1.250 máy bay ném bom của Mỹ tấn công Berlin.
- 19 tháng 3 – Chiến tranh thế giới thứ hai: Adolf Hitler ra lệnh tất cả các ngành công nghiệp, kho quân sự, cửa hàng, phương tiện vận tải và phương tiện truyền thông của Đức phải bị phá huỷ.
- 19 tháng 3 – Cách xa bờ biển Nhật, máy bay đánh bom đánh vào hàng không mẫu hạm USS Franklin, làm thiệt mạng 800 thủy thủ và làm méo con tàu.
- 21 tháng 3 – Chiến tranh thế giới thứ hai: Binh lính Anh giải phóng Mandalay, Miến Điện
- 22 tháng 3 – Liên đoàn Ả Rập được hình thành với sự thông qua Hiến chương ở Cairo, Ai Cập.
- 30 tháng 3 – Chiến tranh thế giới thứ hai: Quân đội Xô viết xâm chiếm Áo và chiếm được Viên. Alger Hiss ăn mừng ở Moskva vì đã góp phần dẫn đến sự phản bội của phương Tây tại Hội nghị Yalta.
- Từ 14 tháng 2 năm 1936, đến 1 tháng 3 năm 1945, công ty đóng tàu AG Weser hạ thủy tổng cộng 162 tàu ngầm Đức.

### Tháng 4
- 1 tháng 4 – Chiến tranh thế giới thứ hai: Binh lính Mỹ đổ bộ lên đảo Okinawa trong chiến dịch cuối cùng của cuộc chiến. Trận Okinawa bắt đầu.
- 4 tháng 4 – Chiến tranh thế giới thứ hai: Binh lính Mỹ giải phóng trại diệt chủng Ohrdruf ở Đức.
- 7 tháng 4 – Chiến tranh thế giới thứ hai: Chiến hạm Yamato của Nhật bị chìm cách phía bắc đảo Okinawa 200 dặm trên đường thực hiện một nhiệm vụ liều chết.
- 9 tháng 4 – Kẻ chủ mưu Abwehr Wilhelm Canaris, Hans Oster và Hans Dohanyi bị treo cổ tại trại tập trung Flossenberg cùng với mục sư Dietrich Bonhoeffer.
- 10 tháng 4 – Quân đội Đồng Minh giải phóng trại tập trung Đức quốc xã đầu tiên, Buchenwald.
- 12 tháng 4 – Tổng thống Hoa Kỳ Franklin D. Roosevelt (1933-1945) qua đời tại văn phòng làm việc; Phó tổng thống Harry S. Truman (1945-1953) tuyên thệ nhậm chức.
- 13 tháng 4 – Chiến tranh thế giới thứ hai: Quân Giải phóng Quốc gia Nam Tư phá vỡ Mặt trận Srem.
- 15 tháng 4 – Trại tập trung Bergen-Belsen được giải phóng.
- 16 tháng 4 – Chiến tranh thế giới thứ hai: Tàu Goya bị đánh chìm bởi Tàu ngầm Xô Viết L-3. Thành lập Ủy ban Dân tộc giải phóng Việt Nam và Ủy ban Dân tộc giải phóng các cấp.
- 25 tháng 4 – Thành lập các đàm phán của Liên Hợp Quốc ở San Francisco
- 25 tháng 4 – Chiến tranh thế giới thứ hai: Elbe Day, binh lính Mỹ và Nga gặp nhau tại sông Elbe, chia Đức ra làm đôi.
- 28 tháng 4 – Nhà độc tài người Ý Benito Mussolini và tình nhân, Clara Petacci, bị treo ngược bởi những người ủng hộ khi tìm cách chạy trốn khỏi đất nước.
- 29 tháng 4 – Bắt đầu Chiến dịch Manna.
- 30 tháng 4 – Adolf Hitler và người vợ mới cưới một ngày, Eva Braun, tự sát khi Hồng quân Liên Xô đến gần Führerbunker ở Berlin. Karl Dönitz tiếp nối Hitler làm Tổng thống Đức. Joseph Goebbels tiếp nối Hitler làm Thủ tướng Đức.

### Tháng 5
- 1 tháng 5 – Joseph Goebbels và vợ tự tử sau khi giết chết 6 đứa con của họ. Karl Dönitz chỉ định Bá tước Lutz Schwerin von Krosigk làm Thủ tướng mới của Đức.
- 2 tháng 5 – Chiến tranh thế giới thứ hai: Xô Viết tuyên bố sự sụp đổ của thành Berlin. Binh lính Xô Viết kéo lá cờ đỏ lên trên tòa nhà Reichstag.
- 2 tháng 5 – Chiến tranh thế giới thứ hai: Binh lính Quân đội gay
- tư của Nam Tư cùng với Corpus NOV thứ 9 của Slovenia giải phóng Trieste.
- 2 tháng 5 – Tem bưu chính cuối cùng của Mãn Châu quốc được phát hành.
- 3 tháng 5 – Chiến tranh thế giới thứ hai: các nhà tù nổi Cap Arcona, Thielbek và Deutschland bị Không quân Hoàng gia Anh đánh chìm tại vịnh Lübeck.
- 3 tháng 5 – Nhà khoa học về tên lửa Wernher von Braun và 120 thành viên trong nhóm đầu hàng quân đội Mỹ. Sau đó họ trợ giúp bắt đầu chương trình không gian của Mỹ.
- 4 tháng 5 – Chiến tranh thế giới thứ hai: Quân đội Hoàng gia Anh giải phóng trại tập trung Neuengamme gần Hamburg.
- 4 tháng 5 – Chiến tranh thế giới thứ hai: Thống tướng Bernard Montgomery trao trả quân đội Bắc Đức.
- 5 tháng 5 – Chiến tranh thế giới thứ hai: Praha nổi dậy chống lại Đức quốc xã.
- 5 tháng 5 – Nhà văn, nhà thơ Ezra Pound, bị bắt bởi binh lính Mỹ ở Ý vì tội phản quốc.
- 5 tháng 5 – Chiến tranh thế giới thứ hai: đơn vị vũ trang Hoa Kỳ giải phóng tù nhân từ trại tập trung Mauthausen – trong đó có Simon Wiesenthal
- 5 tháng 5 – Chiến tranh thế giới thứ hai: Binh lính Canada giải phóng thành phố Amsterdam từ sự chiếm đóng của Đức Quốc xã.
- 5 tháng 5 – Chiến tranh thế giới thứ hai: Đô đốc Karl Dönitz ra lệnh cho tất cả các tàu ngầm Đức ngừng các hoạt động công kích và trở về vị trí xuất phát.
- 5 tháng 5 – Chiến tranh thế giới thứ hai: Một quả bom khí cầu của Nhật giết chết 5 đứa trẻ và một phụ nữ tên là Elsie Mitchell ở gần thị trấn Lakeview, Oregon. Quả bom phát nổ khi họ đang kéo nó ra khỏi rừng. Họ là những người duy nhất bị giết bởi sự tấn công của địch thủ trên lục địa Mỹ trong suốt Chiến tranh thế giới thứ hai.
- 6 tháng 5 – Chiến tranh thế giới thứ hai: Axis Sally mở chương trình phát thanh tuyên truyền cuối cùng đến quân lính Đồng Minh (chương trình đầu tiên vào ngày 11 tháng 12 năm 1941).
- 7 tháng 5 – Chiến tranh thế giới thứ hai: Đại tướng Alfred Jodl ký thỏa thuận đầu hàng không điều kiện tại thành phố Reims, Pháp, chấm dứt sự tham gia của Đức vào chiến tranh. Văn bản có hiệu lực vào ngày sau đó.
- 8 tháng 5 – Chiến tranh thế giới thứ hai: Ngày V-E (Victory-Europe, Chiến thắng ở châu Âu, khi Đức quốc xã đầu hàng) kỷ niệm ngày kết thúc Chiến tranh thế giới thứ hai ở châu Âu.
- 8 tháng 5 – Chiến tranh thế giới thứ hai: Quân đội số 8 của Anh cùng với lính du kích Slovenia và biệt đội cơ giới hóa của Quân đội số 4 Nam Tư đến Carinthia và Klagenfurt.
- 8-29 tháng 5 – Tại Algérie, Quân đội Pháp và các cựu tù nhân chiến tranh của Ý đánh bại quân phiến loạn Algérie.
- 9 tháng 5 – Chiến tranh thế giới thứ hai: Hermann Göring bị Quân đội Hoa Kỳ bắt; Na Uy bắt Vidkun Quisling; Xô Viết tham gia Ngày V-E.
- 9 tháng 5 – Chiến tranh thế giới thứ hai: Hồng quân Liên Xô tiến vào Praha (quân chiếm đóng Đức đầu hàng)
- 9 tháng 5 – Chiến tranh thế giới thứ hai: Đại tướng Alexander Löhr Chỉ huy của Quân đội Đức, nhóm E gần Topolšica, Slovenia, ký thỏa ước đầu hàng có điều kiện của binh lính chiếm đóng Đức.
- 9 tháng 5 – Chiến tranh thế giới thứ hai: Alderney, một phần của trại tập trung Neuengamme được giải phóng.
- 15 tháng 5 – Trận đánh cuối của Chiến tranh thế giới thứ hai xảy ra tại Poljana gần Slovenj Gradec, Slovenia
- 15 tháng 5– Việt Nam tuyên truyền giải phóng quân sát nhập với Cứu quốc quân.Thành lập Việt Nam giải phóng quân
- 16 tháng 5 – Chiến tranh Đông Dương: Nam kỳ được chính phủ Trần Trọng Kim tuyên bố thống nhất với đất nước Việt Nam dưới thời Đế quốc Việt Nam.
- 23 tháng 5 – Tổng thống Đức, Karl Dönitz, và Thủ tướng Đức, Bá tước Lutz Schwerin von Krosigk, bị quân đội Anh bắt tại Flensburg. Họ là người đứng đầu nhà nước và người đứng đầu chính phủ cuối cùng của Đức cho đến năm 1949.
- 23 tháng 5 – Heinrich Himmler, người đứng đầu cơ quan mật vụ của Đức quốc xã, tự tử trong một trại giam của Anh.
- 25 tháng 5 – Ở Đại Tây Dương, các tàu có thể dùng đèn trở lại. Leo Szilard khẩn cầu Harry S. Truman không dùng bom.[1]
- 28 tháng 5 – William Boyce, được biết đến như "Chúa tể Haw-Haw" bị bắt. Ông sau đó bị buộc tội ở London về bản tin bằng tiếng Anh của ông trong thời kỳ chiến tranh trên đài phát thanh Đức. Ông bị treo cổ vào tháng 1 năm 1946.
- 29 tháng 5 – Một nhóm các nhà cộng sản Đức, đứng đầu là Ulbricht, đến Berlin
- 30 tháng 5 – Chính phủ Iran yêu cầu binh lính Xô Viết và Anh rời khỏi đất nước họ.

### Tháng 6
- 1 tháng 6 – Anh tiếp quản Liban và Syria.
- 4 tháng 6 – Thành lập khu giải phóng Việt Bắc.
- 5 tháng 6 – Hội đồng Quản lý Đồng minh, cơ quan cai quản sự chiếm đóng quân đội của Đức, chính thức nắm quyền.
- 6 tháng 6 – Vua Haakon VII của Na Uy trở về Na Uy.
- 11 tháng 6 – William Lyon Mackenzie King tái cử nhiệm kỳ Thủ tướng Canada. Ủy ban Franck đề xuất chống lại chương trình bom hạt nhân bất ngờ của Nhật.[1]
- 21 tháng 6 – Chiến tranh thế giới thứ hai: Trận chiến Okinawa kết thúc.
- 24 tháng 6 – Chiến tranh thế giới thứ hai: Diễu hành ăn mừng chiến thắng tại Quảng trường Đỏ
- 25 tháng 6 – Seán T. O'Kelly được bầu làm Tổng thống Ireland lần thứ hai.
- 26 tháng 6 – Hiến chương Liên Hợp Quốc được ký kết.
- 29 tháng 6 – Tiệp Khắc nhượng lại Ruthenia cho Xô Viết.

### Tháng 7
- 1 tháng 7 – Chiến tranh thế giới thứ hai: Nước Đức bị chia sẻ bởi các lực lượng chiếm đóng Đồng Minh.
- 5 tháng 7 – Chiến tranh thế giới thứ hai: Philippines tuyên bố độc lập.
- 8 tháng 7 – Chiến tranh thế giới thứ hai: Harry S. Truman thông báo rằng Nhật Bản sẽ đàm phán về hòa bình nếu có thể giữ được Nhật Hoàng.  Lưu trữ ngày 10 tháng 4 năm 2005 tại Wayback Machine
- 9 tháng 7 – Một vụ cháy rừng xảy ra tại Tillamook Burn, vụ cháy thứ ba trong vùng này kể từ năm 1933.
- 16 tháng 7 – Thử nghiệm vũ khí hạt nhân: Cuộc thử nghiệm Trinity, thử nghiệm đầu tiên về vũ khí hạt nhân, sử dụng 6 kg plutonium, đã thành công, gây ra một vụ nổ tương đương với vụ nổ của 19000 tấn TNT.
- 17 tháng 7 – Hội nghị Potsdam – tại Potsdam, 3 lãnh đạo chính của Đồng Minh bắt đầu cuộc gặp thượng đỉnh cuối cùng của họ trong cuộc chiến. Cuộc gặp sẽ kết thúc vào ngày 2 tháng 8.
- 21 tháng 7 – Chiến tranh thế giới thứ hai: Harry S. Truman phê chuẩn chỉ thị cho phép sử dụng bom nguyên tử.[1]
- 23 tháng 7 – Chiến tranh thế giới thứ hai: Nguyên soái Pháp Philippe Pétain, người đứng đầu chính phủ Vichy trong suốt Chiến tranh thế giới thứ hai, bị đưa ra xét xử vì tội phản quốc.
- 26 tháng 7 – Winston Churchill từ chức Thủ tướng Anh sau khi Đảng Bảo thủ của ông ta thua Đảng Lao động trong cuộc tổng bầu cử 1945. Clement Attlee lên giữ chức thủ tướng mới.
- 26 tháng 7 – Bản tuyên bố Potsdam yêu cầu Nhật Bản đầu hàng không điều kiện; điều 12 cho phép Nhật Bản vẫn có Nhật hoàng đã bị Truman xóa bỏ. Lưu trữ ngày 10 tháng 4 năm 2005 tại Wayback Machine
- 28 tháng 7 – Máy bay ném bom B-25 của Lực lượng Không quân Đồng minh tình cờ đâm vào Tòa nhà Empire State, giết chết 14 người.
- 28 tháng 7 – Chiến tranh thế giới thứ hai: Nhật Bản từ chối Bản tuyên bố Potsdam  Lưu trữ ngày 10 tháng 4 năm 2005 tại Wayback Machine.
- 29 tháng 7 – Đài phát thanh chương trình BBC Light bắt đầu hoạt động, nhằm vào xu thế giải trí và âm nhạc nhẹ nhàng.
- 30 tháng 7 – Chiến tranh thế giới thứ hai: tàu USS Indianapolis bị tàu ngầm I 58 của Nhật đâm và nhấn chìm. Một số người trong số 900 người sống sót nhảy xuống biển và trôi dạt trên biển trong 4 ngày. Gần 600 người chết trước khi lực lượng cứu hộ đến. Thuyền trưởng Charles Butler MacVey III sau đó bị đưa ra tòa án chiến tranh.
- 31 tháng 7 – Chiến tranh thế giới thứ hai: Pierre Laval, cựu thủ lĩnh đã bỏ trốn của chính phủ Vichy đầu hàng quân đội Đồng Minh ở Áo.

### Tháng 8

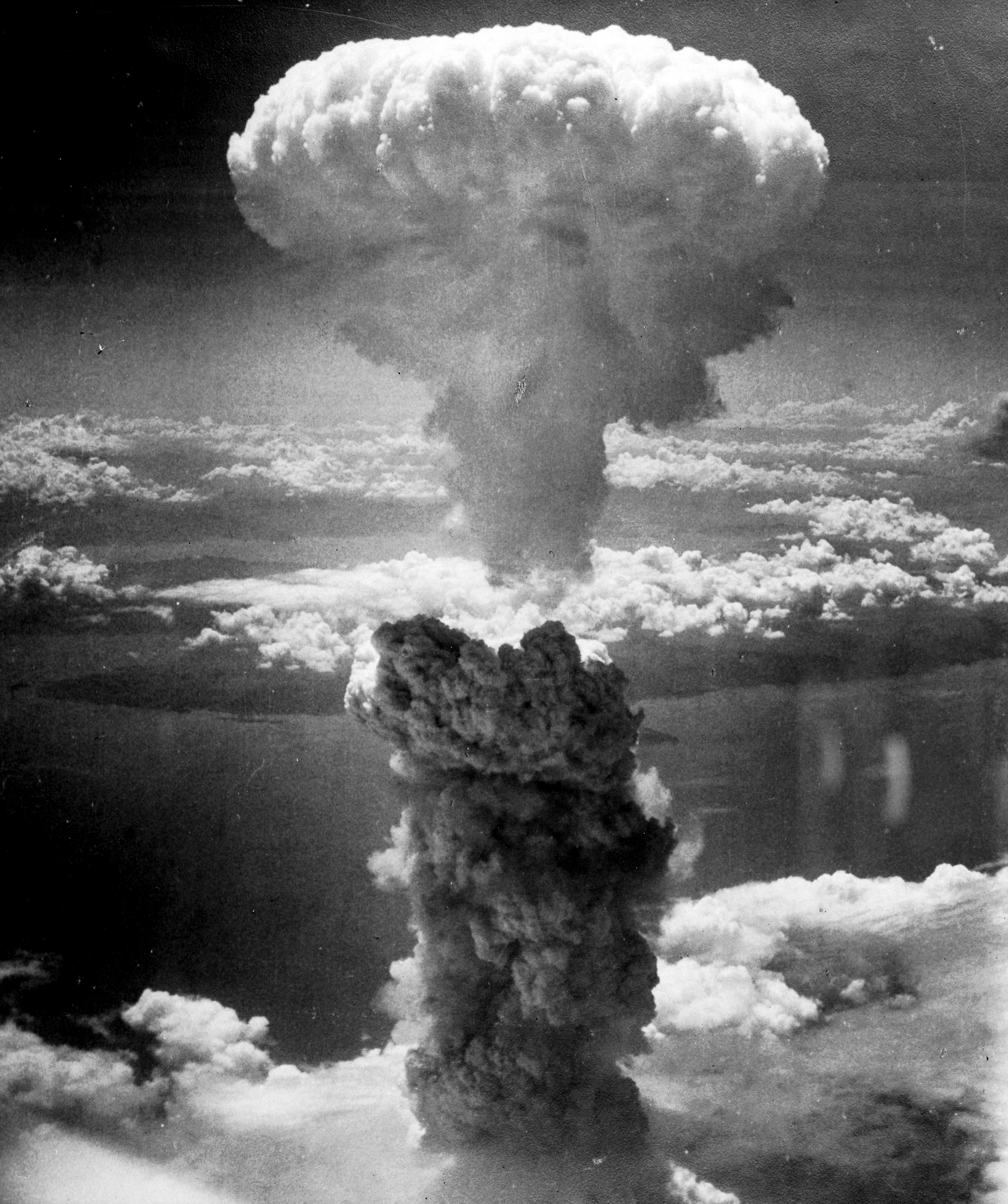
Đám mây hình nấm từ quả bom nguyên tử thả xuống Nagasaki bốc lên cao 18 km trong không trung

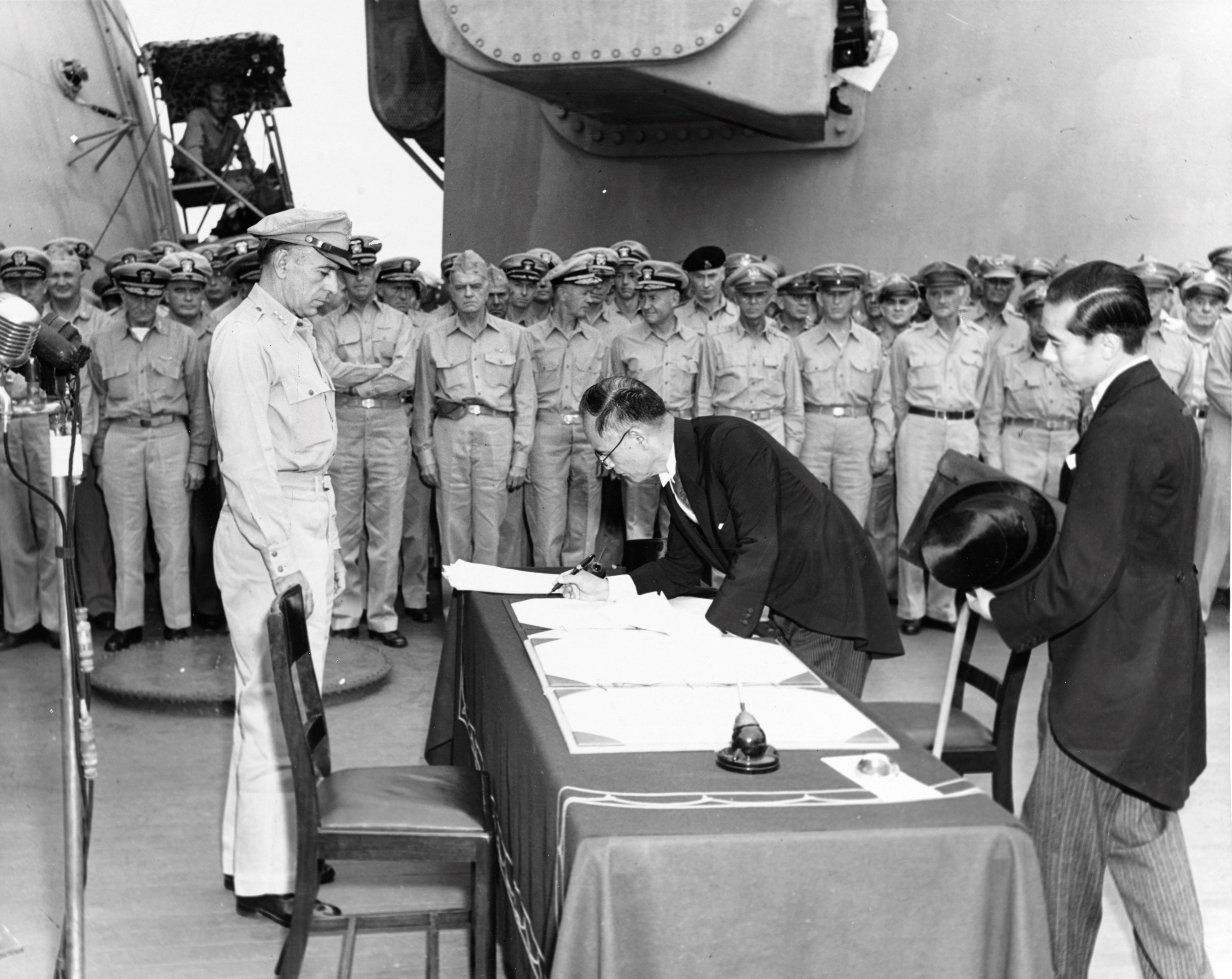
Nhật Bản ký văn kiện đầu hàng trên boong tàu USS Missouri

- 6 tháng 8 – Chiến tranh thế giới thứ hai: Bom nguyên tử tại Hiroshima. Hoa Kỳ cho nổ một bom nguyên tử tên hiệu "Little Boy" tại Hiroshima, Nhật Bản lúc 8:16 giờ sáng (giờ địa phương), giết chết 447000 người dân.
- 7 tháng 8 – Tổng thống Harry Truman thông báo thành công vụ ném bom nguyên tử xuống Hiroshima khi đang quay trở về từ Hội nghị Potsdam trên bong chiếc tuần dương hạm hạng nặng USS Augusta (CA-31) ở giữa Đại Tây Dương.
- 8 tháng 8 - Hoa Kỳ phê chuẩn Hiến chương Liên Hợp Quốc, và là nước thứ ba gia nhập tổ chức quốc tế trên. Xô Viết tuyên chiến với Nhật Bản.
- 9 tháng 8 – Chiến tranh thế giới thứ hai: Hoa Kỳ ném một quả bom nguyên tử tên hiệu "Fat Man" xuống thành phố Nagasaki, Nhật Bản lúc 11:02 AM (giờ địa phương). Liên bang Xô viết bắt đầu tấn công vào vùng Mãn Châu của Trung Quốc, khi ấy đang thuộc quyền kiểm soát của Nhật Bản.
- 10 tháng 8 – Chiến tranh thế giới thứ hai: Hoa Kỳ thả truyền đơn cảnh báo xuống Nagasaki.  Lưu trữ ngày 10 tháng 4 năm 2005 tại Wayback Machine
- 13 tháng 8 – Đại hội Phục quốc Do Thái Thế giới đặt vấn đề với chính phủ Anh về việc thành lập nhà nước Israel.
- 14 tháng 8 – Chiến tranh thế giới thứ hai: Nhật Hoàng Hirohito chấp nhận các điều khoản của Tuyên bố Potsdam.
- 15 tháng 8 – Chiến tranh thế giới thứ hai: Nhật Hoàng Hirohito thông báo sự đầu hàng của Nhật trên đài phát thanh. Hoa Kỳ gọi ngày này là V-J Day (Ngày Chiến thắng Nhật Bản). Hành động này đã chấm dứt Chủ nghĩa Bành trướng Nhật Bản và bắt đầu giai đoạn Chiếm đóng Nhật Bản.
- 15 tháng 8 – Triều Tiên giành lại độc lập sau khi Nhật Bản đầu hàng.
- 16 tháng 8 – Võ Nguyên Giáp chỉ huy quân giải phóng đánh chiếm thị xã Thái Nguyên.
- 17 tháng 8 – Những người quốc gia Indonesia dưới sự lãnh đạo của Sukarno và Mohammed Hatta tuyên bố nền độc lập của nước Cộng hoà Nam Dương, Sukarno nắm quyền tổng thống. Chính quyền thuộc địa Hà Lan không công nhận hành động này.
- 19 tháng 8 – Việt Minh do Hồ Chí Minh lãnh đạo nắm quyền lực ở Hà Nội, Việt Nam.
- 23 tháng 8: Việt Minh giành chính quyền tại Huế.
- 25 tháng 8: Việt Minh giành chính quyền tại Sài Gòn. Hồ Chí Minh và trung ương Đảng về Hà Nội.
- Cuối tháng 8 - Nội chiến Trung Quốc: Mao Trạch Đông và Tưởng Giới Thạch gặp gỡ tại Trùng Khánh đàm phán chấm dứt xung đột giữa Đảng Cộng sản Trung Quốc và Trung Hoa Quốc Dân Đảng.
- 30 tháng 8: Vua Bảo Đại thoái vị tại Huế, chế độ phong kiến tại Việt Nam chấm dứt

### Tháng 9

Quốc kỳ nước Việt Nam Dân chủ Cộng hòa sử dụng trong giai đoạn 1945 - 1955.

- 2 tháng 9 – Chiến tranh thế giới thứ hai chấm dứt: Văn kiện đầu hàng chính thức của Nhật Bản được tướng Douglas MacArthur và Đô đốc Chester Nimitz chấp nhận từ phái đoàn do Mamoru Shigemitsu dẫn đầu, trên boong chiếc tàu chiến Missouri ở Vịnh Tokyo. Nhưng tại Nhật Bản ngày 14 tháng 8 thường được coi là ngày chấm dứt cuộc Chiến tranh Thái Bình Dương.Quốc kỳ nước Việt Nam Dân chủ Cộng hòa sử dụng trong giai đoạn 1945 - 1955.
- 2 tháng 9 – Chủ tịch Hồ Chí Minh đọc Tuyên ngôn độc lập, khai sinh ra nước Việt Nam Dân chủ Cộng hòa thống nhất từ Bắc đến Nam (xem Lịch sử Việt Nam).
- 4 tháng 9 – Chiến tranh thế giới thứ hai: Các lực lượng Nhật Bản đầu hàng tại Đảo Wake sau khi nghe tin về việc đầu hàng của chính phủ.
- 5 tháng 9 – Iva Toguri D'Aquino, một người Mỹ gốc Nhật bị nghi ngờ là kẻ tuyên truyền trên đài phát thanh "Tokyo Rose," bị bắt tại Yokohama.
- 6 tháng 9: Anh và Pháp kéo quân vào Sài Gòn giải giáp quân Nhật.
- 7 tháng 9 – Đài Tiếng nói Việt Nam chính thức được thành lập
- 8 tháng 9 – Quân đội Hoa Kỳ chiếm miền nam Triều Tiên, Liên Xô chiếm miền bắc, đánh dấu sự khởi đầu sự phân chia Triều Tiên. Chủ tịch Hồ Chí Minh ký sắc lệnh thành lập Nha Bình dân học vụ.
- 8 tháng 9 – Hideki Tojo, Thủ tướng Nhật Bản trong phần lớn thời gian Chiến tranh thế giới thứ hai, tìm cách tự sát nhằm tránh phải ra trước toà án tội ác chiến tranh.
- 10 tháng 9: Bắt đầu chiến dịch Thượng Đảng tại miền nam Sơn Tây Trung Quốc
- 11 tháng 9 – Radio Republik Indonesia Lưu trữ ngày 8 tháng 6 năm 2005 tại Wayback Machine bắt đầu phát sóng.
- 12 tháng 9 – Quân đội Nhật Bản chính thức đầu hàng tại Singapore.
- 20 tháng 9 – Mohandas Gandhi và Jawaharlal Nehru yêu cầu quân đội Anh rời Ấn Độ.
- 23 tháng 9 – Thực dân Pháp tái xâm lược Việt Nam.

### Tháng 10

Cờ của Liên Hợp Quốc, tổ chức vừa được thành lập

- 1 tháng 10 đến 15 tháng 10 – Phóng ba tên lửa A4 gần Cuxhaven để trình diễn cho các lực lượng Đồng Minh về tên lửa nhiên liệu lỏng (Operation Backfire).
- 5 tháng 10: Thực dân Pháp đem quân đến Sài Gòn đánh chiếm Nam Bộ.
- 10 tháng 10 – Mật mã viên người Nga Igor Gouzenko đào tẩu sang Canada. Ông giúp phương Tây khám phá ra các mạng lưới điệp viên Xô viết ở Bắc Mỹ.
- 12 tháng 10—Kết thúc chiến dịch Thượng Đảng, hồng quân Trung Quốc giải phóng Trường Trị
- 15 tháng 10 – 
  - Chiến tranh thế giới thứ hai: Cựu Thủ tướng chính phủ Vichy Pháp, Pierre Laval, bị hành quyết về tội phản quốc.
  - Bắt đầu chiến dịch Tân Phổ
- 17 tháng 10 – Đại tá Juan Peron thực hiện đảo chính, trở thành người nắm quyền ở Argentina.
- 18 tháng 10 –
  - Toà án tội ác chiến tranh đầu tiên của Đức bắt đầu xét xử tại Nürnberg.
  - Isaías Medina Angarita, tổng thống Venezuela, bị lật đổ sau một cuộc đảo chính quân sự.
  - Bắt đầu chiến dịch Bình Tuy
- 21 tháng 10 – Quyền bầu cử của Phụ nữ: Lần đầu tiên phụ nữ được quyền bầu cử ở Pháp.
- 23 tháng 10 – Jackie Robinson ký một hợp đồng với đội bóng chày Montreal Royals.
- 24 tháng 10 – 
  - Liên Hợp Quốc được thành lập.
  - Bắc đầu chiến dịch Bình Hán
- 24 tháng 10 – Hành quyết Vidkun Quisling, lãnh tụ Phát xít Na Uy.
- 27 tháng 10 – Những người theo đường lối ly khai Indonesia nổi dậy chiến đấu với các lực lượng an ninh Hà Lan và Anh.
- 29 tháng 10 – Getulio Vargas, tổng thống Brasil, từ chức.
- 29 tháng 10 – Tại Gimbels Department Store ở Thành phố New York chiếc bút bi đầu tiên được đưa ra bán (giá: $12.50 một chiếc).

### Tháng 11
- 1 tháng 11 – John H. Johnson xuất bản cuốn đầu tiên tạp chí Ebony.
- 2 tháng 11—Kết thúc chiến dịch Bình Hán
- 13 tháng 11 – Charles de Gaulle được bầu làm lãnh đạo chính phủ lâm thời Pháp.
- 15 tháng 11 
  - Harry S. Truman, Clement Attlee và Mackenzie King kêu gọi thành lập Cao uỷ Năng lượng Nguyên tử Liên Hợp Quốc. Lưu trữ ngày 10 tháng 4 năm 2005 tại Wayback Machine
  - Quốc quân đánh chiếm Cẩm Châu
- 16 tháng 11 – Chiến tranh Lạnh: Hoa Kỳ đưa 88 nhà khoa học Đức về giúp phát triển kỹ thuật sản xuất tên lửa.
- 16 tháng 11 – Đại học Yeshiva được thành lập.
- 20 tháng 11 – Toà án Nürnberg bắt đầu: Xét xử 24 tội phạm chiến tranh phát xít trong Chiến tranh thế giới thứ hai bắt đầu tại Toà án Nürnberg.
- 29 tháng 11
– Liên bang Cộng hoà Nhân dân Nam Tư tuyên bố thành lập (ngày này từng được coi là Quốc Khánh cho đến tận thập kỷ 1990). Thống chế Tito được bầu làm tổng thống.
– Lắp ráp chiếc máy tính điện tử phổ thông đầu tiên trên thế giới Electronic Numerical Integrator Analyzer and Computer (ENIAC), được hoàn thành. Nó chiếm diện tích 1800 feet sàn.

### Tháng 12
- 3 tháng 12 – Những cuộc biểu tình cộng sản diễn ra tại Athena – báo hiệu cho cuộc Nội chiến Hy Lạp.
- 4 tháng 12 –
  - Bằng tỷ lệ 65 trên 7, Thượng viện Hoa Kỳ chấp thuận việc Hoa Kỳ tham gia Liên Hợp Quốc (Liên Hợp Quốc được thành lập ngày 24 tháng 10, 1945).
  - Kết thúc chiến dịch Bình Tuy
  - Kết thúc chiến dịch Tân Phổ
- 2 tháng 12 – Tướng Eurico Gaspar Dutra được bầu làm Tổng thống Brasil.
- 21 tháng 12 – Tướng George S. Patton chết vì tai nạn xe hơi từ ngày mùng 9 tháng này ở tuổi 60.
- 27 tháng 12 – Hai tám nước kỷ thoả thuận thành lập Ngân hàng Thế giới.
- 27 tháng 12 – Những cuộc tấn công khủng bố vào các căn cứ quân sự Anh tại Palestine.

## Những sự kiện không rõ thời điểm
- Thành lập Tổ chức Nông nghiệp-Lương thực Liên Hợp Quốc.
- Ba Lan có 2 chính phủ đối lập.
- Khám phá ra Kinh thánh Nag Hammadi
- Danh họa người Đức Han van Meegeren bị bắt giữ vì hợp tác với Đức quốc xã nhưng những bức tranh của ông đã bán cho Hermann Göring bị phát hiện là giả.
- Quyền bầu cử của phụ nữ ở Guatemala và Nhật Bản.
- Bảo hiểm bởi chính phủ tại Saskatchewan, công ty bảo hiểm lưu động của Nhà nước đầu tiên ở Bắc Mỹ được thành lập.
- Đan Mạch công nhận quyền độc lập của Iceland.
- Hạ viện Mỹ yêu cầu thả những người nhập cư Do Thái đến Palestine nhằm thiết lập một Khối thịnh vượng chung Do Thái ở đấy.
- Roben Hollis Fleet trả $11.550.000 tiền cấp dưỡng cho người vợ thứ hai Dorothy.

### Sự kiện diễn ra liên tục
- Chiến tranh Trung-Nhật

## Khoa học và Công nghệ
- Arthur C. Clarke đưa ra ý tưởng vệ tinh thông tin trong một bài báo trên tạp chí Wireless World.
- Tại Dưỡng đường Mayo, streptomycin lần đầu tiên được sử dụng để điều trị bệnh lao.
- Percy Spencer bất ngờ khám phá rằng vi sóng có thể làm nóng thực phẩm. Tiếp đó là phát minh lò vi sóng.
- Grand Rapids, Michigan và Newburgh, New York trở thành các thành phố đầu tiên thêm flo vào nước uống.
- Lò phản ứng hạt nhân đầu tiên bên ngoài Hoa Kỳ được xây dựng tại Chalk River, Ontario, Canada.
- Gió tây đông, ở độ cao lớn thổi qua Thái Bình Dương - được người Nhật phát hiện năm 1942 và người Mỹ phát hiện năm 1944 - sau này được biết đến là các dòng tia.
- Salvador Edward Luria và Alfred Day Hershey cùng khám phá rằng các virus có trải qua các biến đổi.
- Thuốc diệt cỏ 2,4-D được đưa vào sử dụng; sau này nó được dùng làm một thành phần của Chất độc màu da cam.
- Một đội do Charles DuBois Coryell lãnh đạo khám phá ra nguyên tố 61, nguyên tố duy nhất còn chưa tìm thấy từ 1 đến 96 trên bảng tuần hoàn các nguyên tố hoá học. Nguyên tố mới được đặt tên là promethium.

## Sinh

### Tháng 1
- 3 tháng 1 – Stephen Stills, ca sĩ và nhạc sĩ Hoa Kỳ (Crosby, Stills, Nash and Young)
- 4 tháng 1 – Richard R. Schrock, nhà hóa học Mỹ, người đoạt giải Nobel
- 9 tháng 1 - Vũ Dậu, là một ca sĩ nhạc đỏ người Việt Nam
- 10 tháng 1 – Rod Stewart, ca sĩ Anh
- 16 tháng 1 – Birte Tove, dien viên Denmark (mat 2016)
- 26 tháng 1 – Jacqueline du Pré, nghệ sĩ vĩ cầm Anh (mất 1987)
- 28 tháng 1 – Karen L. Gorney, diễn viên Mỹ
- 29 tháng 1
–Tom Selleck, diễn viên Hoa Kỳ
–Ibrahim Boubacar Keïta,Tổng thống thứ 5, Thủ tướng thứ 6 của Mali (m. 2022)
- 30 tháng 1 – Michael Dorris, tác gia Mỹ (mất 1997)

### Tháng 2
- 1 tháng 2 - Minh Trí, Nghệ sĩ ưu tú và Phát thanh viên Việt Nam. (m. 2022)
- 3 tháng 2 – Bob Griese, cầu thủ bóng bầu dục Mỹ
- 6 tháng 2 – Bob Marley, nhạc sĩ, ca sĩ Jamaica (mất 1981)
- 7 tháng 2 – Gerald Davies, cầu thủ rugby xứ Wales
- 7 tháng 2- Pete Postlethwaite, diễn viên Anh
- 9 tháng 2 – Mia Farrow, diễn viên Mỹ
- 14 tháng 2 – Hoàng tử Hans-Adam II của Liechtenstein
- 17 tháng 2 – Brenda Fricker, diễn viên Ireland
- 24 tháng 2 – Barry Bostwick, diễn viên Mỹ
- 27 tháng 2 – Carl Anderson, ca sĩ, diễn viên Mỹ (mất 2004)
- 28 tháng 2 – Bubba Smith, diễn viên, cầu thủ bóng bầu dục Mỹ

### Tháng 3
- 1 tháng 3 – Dirk Benedict, diễn viên Mỹ
- 2 tháng 3 - Giuse Đinh Đức Đạo, Giám mục phó Giáo phận Xuân Lộc
- 5 tháng 2 – Charlotte Rampling, diễn viên Anh
- 7 tháng 3 – John Heard, diễn viên Mỹ
- 8 tháng 3 – Jim Chapman, chính trị gia Mỹ
- 8 tháng 3 - Micky Dolenz, diễn viên, đạo diễn, nghệ sĩ Mỹ (The Monkees)
- 8 tháng 3 - Anselm Kiefer, họa sĩ Đức
- 9 tháng 3 – Dennis Rader, kẻ giết người hàng loạt Mỹ
- 19 tháng 3 – Cem Karaca, nghệ sĩ nhạc rock Thổ Nhĩ Kỳ
- 26 tháng 3 – Mikhail Voronin, vận động viên thể dục Nga (mất 2004)
- 29 tháng 3 – Walt Frazier, vận động viên bóng rổ Mỹ
- 30 tháng 3 – Eric Clapton, nghệ sĩ guitare Anh
- 2 tháng 4 – Linda Hunt, diễn viên Mỹ

### Tháng 4
- 4 tháng 4 – Daniel Cohn-Bendit, nhà hoạt động Pháp
- 9 tháng 4 – Peter Gammons, nhà báo thể thao
- 13 tháng 4
– Lowell George, nghệ sĩ Mỹ (Little Feat)
– Bob Kalsu, cầu thủ bóng bầu dục Mỹ (d. 1970)
– Tony Dow, diễn viên, nhà sản xuất và đạo diễn Mỹ
- 14 tháng 4 - Mạc Can, nhà văn, nghệ sĩ Việt Nam
- 18 tháng 4 – Margaret Hassan, nhân viên viện trợ sinh tại Ireland (mất 2004)
- 25 tháng 4 – Björn Ulvaeus, nhà sáng tác nhạc Thuỵ Điển (ABBA)
- 27 tháng 4 – August Wilson, nhà soạn kịch Mỹ

### Tháng 5
- 2 tháng 5 – Sarah Weddington, chưởng lý Mỹ
- 4 tháng 5: – Narasinham Ram, nhà báo Ấn Độ:
- 6 tháng 5 – Bob Seger, ca sĩ Mỹ
- 6 tháng 5 - Jimmie Dale Gilmore, nhạc sĩ Mỹ
- 8 tháng 5 – Keith Jarrett, nhạc sĩ Mỹ
- 15 tháng 5 – Duarte Pio, Công tước Braganza, người thừa kế ngai vàng Bồ Đào Nha
- 17 tháng 5 – Tony Roche, vận động viên tennis Australia
- 19 tháng 5 – Pete Townshend, nghệ sĩ guitar, nhà thơ Anh
- 21 tháng 5 – Ernst Messerschmid, nhà vật lý, nhà du hành vũ trụ Đức
- 23 tháng 5 – Doris Mae Oulton, người phát triển động đồng Canada
- 28 tháng 5 – John Fogerty, ca sĩ Mỹ
- 28 tháng 5 - Gary Stewart, ca sĩ Mỹ (d. 2003)
- 31 tháng 5 – Rainer Werner Fassbinder, đạo diễn phim người Đức

### Tháng 6
- 1 tháng 6 – Frederica von Stade, giọng ca mezzo-soprano Mỹ
- 12 tháng 6 – Pat Jennings, cầu thủ bóng đá Ireland
- 15 tháng 6 – Princess Michael of Kent
- 17 tháng 6 – Art Bell, dẫn chương trình talk show Mỹ
- 17 tháng 6 - Eddy Merckx, vận động viên đua xe đạp Bỉ
- 17 tháng 6 - Frank Ashmore, diễn viên Mỹ
- 17 tháng 6 - Anupam Kher, diễn viên Ấn Độ
- 19 tháng 6 – Aung San Suu Kyi, nhà thơ, nhà chính trị, người được Giải Nobel Hòa Bình Myanmar
- 25 tháng 6 – Carly Simon, ca sĩ, nhạc sĩ Mỹ
- 26 tháng 6 – Dwight York, nhạc sĩ, tư vấn thời trang, lãnh đạo tôn giáo, kẻ gạ gẫm trẻ em Mỹ

### Tháng 7
- 7 tháng 7 – Michael Ancram, chính trị gia Anh
- 8 tháng 7 – Micheline Calmy-Rey, Uỷ viên hội đồng liên bang Thuỵ Sĩ
- 9 tháng 7 – Dean R. Koontz, nhà văn Mỹ
- 15 tháng 7 – 
  - Jürgen Möllemann, chính trị gia Đức (d. 2003)
  - Thanh Điền, nghệ sĩ cải lương Việt Nam
- 16 tháng 7 – Victor Sloan, nghệ sĩ Ireland
- 24 tháng 7 – Azim Premji, thương gia Ấn Độ
- 28 tháng 7 – Jim Davis, nhà làm phim hoạt hình Mỹ
- 28 tháng 7 - Richard Wright, nghệ sĩ đàn piano Anh (Pink Floyd)

### Tháng 8
- 1 tháng 8 – Douglas D. Osheroff, nhà vật lý Mỹ, người đoạt Giải Nobel
- 7 tháng 8 – Alan Page, cầu thủ bóng đá Mỹ
- 9 tháng 8 – Posy Simmonds, nhà làm phim hoạt hình Anh
- 14 tháng 8 – Steve Martin, diễn viên, nhà soạn kịch Mỹ
- 15 tháng 8 – Mahamandaleshwar Paramhans Swami Maheshwarananda, người có uy tín lớn trong cộng đồng Hindu Ấn Độ
- 31 tháng 8 – Van Morrison, nhạc sĩ Ireland
- 31 tháng 8 - Itzhak Perlman, nghệ sĩ violon Israel

### Tháng 9
- 3 tháng 9 – Aldo Moro, chính trị gia Italia
- 8 tháng 9 – Jose Feliciano, ca sĩ Puerto Rica
- 15 tháng 9 – Jessye Norman, giọng ca soprano Mỹ

### Tháng 10
- 12 tháng 10 – Aurore Clément, diễn viên Pháp
- 15 tháng 10 – Jim Palmer, cầu thủ bóng chày
- 25 tháng 10 – David Schramm, nhà vật lý thiên văn Mỹ
- 27 tháng 10 – Luís Inácio Lula da Silva, Tổng thống Brazil
- 30 tháng 10 – Henry Winkler, diễn viên Mỹ

### Tháng 11
- 5 tháng 11 – Jacques Lanctôt, nhân vật khủng bố Canada
- 12 tháng 11 – Neil Young, nhạc sĩ và ca sĩ người Canada (Crosby, Stills, Nash and Young)
- 15 tháng 11 – Anni-Frid Lyngstad, ca sĩ Na Uy (ABBA)
- 26 tháng 11 – Daniel Davis, diễn viên Mỹ
- 26 tháng 11 - John McVie, nhạc sĩ Anh (Fleetwood Mac)

### Tháng 12
- 6 tháng 12 – Larry Bowa, vận động viên bóng chày
- 24 tháng 12 – Ian "Lemmy" Kilminster, ca sĩ Anh và nghệ sĩ Bass (Motörhead)
- 28 tháng 12 – vua Birendra của Nepal (mất 2001)

## Mất

### Tháng 1-3
- 3 tháng 1 – Edgar Cayce, nhà tâm linh Mỹ (s. 1877)
- 22 tháng 1 – Else Lasker-Schuler, nhà thơ Đức (s. 1869)
- 31 tháng 1 – Eddie Slovik, binh sĩ Mỹ (s. 1920)
- 5 tháng 2 – Lilian Rolfe, nữ anh hùng Pháp trong Chiến tranh thế giới thứ hai (bị hành quyết) (s. 1914)
- 5 tháng 2 - Violette Szabo, nữ anh hùng Pháp trong Chiến tranh thế giới thứ hai (bị hành quyết) (s. 1921)
- 5 tháng 2 - Denise Bloch, nữ anh hùng Pháp trong Chiến tranh thế giới thứ hai (bị hành quyết) (s. 1915)
- 11 tháng 2 – Al Dubin, nghệ sĩ sáng tác người Thuỵ Sĩ (s. 1891)
- 17 tháng 2 – Gabrielle Weidner, nữ anh hùng Bỉ trong Chiến tranh thế giới thứ hai (s. 1914)
- 21 tháng 2 – Eric Liddell, vận động viên điền kinh Scotland (s. 1902)
- Tháng 3 - Anne Frank, người ghi nhật ký Đức (sốt typhus) (s. 1929)
- 2 tháng 3 – Emily Carr, nghệ sĩ Canada (s. 1871)
- 16 Tháng 3 – Börries von Münchhausen, nhà thơ Đức (s. 1874
- 18 Tháng 3 – William Grover-Williams, vận động viên lái xe đua Pháp và là anh hùng chiến tranh (s. 1903)
- 19 Tháng 3 – Friedrich Fromm, quan chức Phát xít (s. 1888)
- 23 Tháng 3 – Elisabeth de Rothschild, nữ anh hùng Pháp trong Chiến tranh thế giới thứ hai (bị hành quyết) (s. 1902)
- 26 Tháng 3 – David Lloyd George, Thủ tướng Vương quốc Anh (s. 1863)
- 30 Tháng 3 – Elise Rivet, tu sĩ Pháp và là anh hùng thời chiến (s. 1890)
- 31 Tháng 3 – Hans Fischer, nhà vật lý Đức, được nhận Giải Nobel (s. 1881)

### Tháng 4-8
- 9 tháng 4
– Wilhelm Canaris, thủ lĩnh tổ chức Abwehr của Đức (bị treo cổ vì tội phản bội) (s. 1887)
– Dietrich Bonhoeffer, nhà thần học Đức (bị treo cổ) (s. 1906)
- 12 tháng 4 – Franklin Delano Roosevelt, Tổng thống Hoa Kỳ (đột quỵ) (s. 1882)
- 18 tháng 4 – Ernie Pyle, nhà báo Mỹ (sniper fire) (s. 1900)
- 22 tháng 4 – Käthe Kollwitz, nghệ sĩ Đức (s. 1867)
- 28 tháng 4 – Benito Mussolini, kẻ độc tài Italia (bị treo cổ) (s. 1883)
- 30 tháng 4 – Adolf Hitler, kẻ độc tài Đức (tự sát) (s. 1889)
- ??? tháng 4 – Pavle Đurišić, chỉ huy quân Chetnik Montenegro bị bắn tại Trại tập trung Jasenovac (s. 1909)
- 1 tháng 5
– Cecily Lefort nữ anh hùng Anh trong Chiến tranh thế giới thứ hai (bị hành quyết) (s. 1900)
– Joseph Goebbels, kẻ tuyên truyền Phát xít (tự sát) (s. 1897)
- 14 tháng 5 – Heber J. Grant, Chủ tịch Nhà thờ Jesus Christ của các vị thánh ngày cuối (s. 1856)
- 15 tháng 5 – Charles Williams, tác gia Anh (s. 1886)
- 23 tháng 5 – Heinrich Himmler, lãnh đạo Gestapo Phát xít (tự sát) (s. 1900)
- 15 tháng 6 – Nikola Avramov, họa sĩ Bulgaria (s. 1897)
- 5 tháng 7 – John Curtin, Thủ tướng Australia (s. 1885)
- 20 tháng 7 – Paul Valéry, nhà thơ Pháp (s. 1871)
- 2 tháng 8 – Pietro Mascagni, nhà soạn nhạc Italia (s. 1863)
- 9 tháng 8 – Harry Hillman, vận động viên Mỹ (s. 1881)
- 10 tháng 8 – Robert Goddard, nhà khoa học tên lửa Mỹ (s. 1882)
- 31 tháng 8 – Stefan Banach, nhà toán học Ba Lan (s. 1892)

### Tháng 9-12
- 15 tháng 9 – Anton Webern, nhà soạn nhạc Áo (s. 1883)
- 24 tháng 9 – Johannes Hans Geiger, nhà vật lý, phát minh Đức (s. 1882)
- 26 tháng 9 – Béla Bartók, nhà soạn nhạc Hungary (s. 1881)
- 13 tháng 10 – Milton S. Hershey, ông trùm công nghiệp sô-cô-la Mỹ (s. 1857)
- 15 tháng 10 – Pierre Laval, Thủ tướng chế độ Vichy Pháp (đội hành quyết) (s. 1883)
- 19 tháng 10 – N.C. Wyeth, người vẽ tranh minh hoạ Mỹ (s. 1882)
- 24 tháng 10 – Vidkun Quisling, chính trị gia Na Uy, kẻ phản bội (bị hành quyết) (s. 1887)
- 26 tháng 10 – Paul Pelliot, nhà thám hiểm Pháp (s. 1878)
- 8 tháng 11 – August von Mackensen, Tướng mặt trận người Đức (s. 1849)
- 11 tháng 11 – Jerome Kern, nhà soạn nhạc Mỹ (s. 1885)
- 20 tháng 11 – Francis William Aston, nhà hoá học Anh, người đoạt Giải Nobel (s. 1877)
- 21 tháng 11 – Robert Benchley, nhà nhân loại học, phê bình sân khấu, diễn viên Mỹ (s. 1889)
- 4 tháng 12 – Thomas Hunt Morgan, nhà sinh vật học (s. 1866)
- 16 tháng 12 – Fumimaro Konoe, Thủ tướng Nhật Bản (tự sát) (s. 1891)
- 19 tháng 12 – Nguyễn Hữu Thị Nga, Nhất giai Phi của vua Thành Thái (s. 1881).
- 21 tháng 12 – George S. Patton, tướng Mỹ (tai nạn ô tô) (s. 1885)
- 28 tháng 12 – Theodore Dreiser, diễn viên Mỹ (s. 1871)
- Cosmo Lang, Tổng giám mục Canterbury (s. 1864)

## Giải Nobel
- Vật lý:
  - Wolfgang Pauli
- Hoá học:
  - Artturi Ilmari Virtanen
- Y khoa:
  - Sir Alexander Fleming, Ernst Boris Chain, Sir Howard Walter Florey
- Văn học:
  - Gabriela Mistral
- Hoà bình:
  - Cordell Hull